# Domagoj
Domagoj – chorwackie imię męskie złożone z członu Doma- („dom”; psł. *domъ oznacza „pomieszczenie, gdzie człowiek żyje ze swoją rodziną”; „wszystko, co jest w domu, rodzina, mienie, majątek”, „ród, pokolenie”, „strony rodzinne, kraj ojczysty”) i goj (por. prasł. *gojiti – „powodować, że żyje; leczyć, uzdrawiać”). Używane w Chorwacji i nienotowane w Polsce.
Znane osoby noszące to imię:
- Domagoj Chorwacki – władca średniowiecznej Chorwacji
- Domagoj Duvnjak – chorwacki piłkarz
- Domagoj Kapec – chorwacki hokeista
- Domagoj Vida – chorwacki piłkarz